# Ловстед, Карл
Карл Мартин Ловстед мл. (англ. Carl Martin Lovsted, Jr., 4 апреля 1930, Манила, Филиппины — 8 ноября 2013, Белвью, Вашингтон, США) — американский спортсмен по академической гребле, бронзовый призёр Олимпийских игр в Лондоне (1952) в гребле на четверке распашной с рулевым.
Был включен в олимпийскую сборную на Играх в Хельсинки (1952) в качестве участника гребной «четверки» Университета Вашингтона, который он окончил в 1952 г. с присуждением степени в области бизнеса. К тому времени он уже являлся победителем регаты Международной гребной ассоциации (1950) и серебряным призёром аналогичных соревнований 1951 г. На Олимпиаде вместе с остальными членами четверки распашной выиграл бронзовую медаль.
По завершении спортивной карьеры занялся собственным страховым бизнесом в районе Сиэтла и проработал в нём более 40 лет.